# Neostega flaviguttata
Neostega flaviguttata là một loài bướm đêm trong họ Geometridae.